# Ceratostylis alberteduardi
Ceratostylis alberteduardi är en orkidéart som beskrevs av Pieter van Royen. Ceratostylis alberteduardi ingår i släktet Ceratostylis och familjen orkidéer.
Artens utbredningsområde är Papua Nya Guinea. Inga underarter finns listade i Catalogue of Life.